# Luganville
Luganville je drugi po veličini grad države Vanuatu, na otoku je Espiritu Santo u provinciji Sanmi.

## Povijest
Tijekom Drugog svjetskog rata je bilo preko 100 000 američkih vojnika stacionirano u tom malom gradiću, te je bila druga po veličini luka američkoj ratnoj mornarici na Pacifiku nakon Pearl Harbora.

## Stanovništvo
Ima oko 10800 stanovnika, većinom su kršćani.

## Zračna luka
Postoji međunarodna zračna luka Santo-Pekoa (IATA-code: SON), 

## Vanjske poveznice
- (engl.) www.vanuatutourism.com (Espiritu Santo)  Arhivirana inačica izvorne stranice od 28. veljače 2009. (Wayback Machine)